# Michel Flos
Michel Flos, né le 24 juillet 1964 à Marseille, est un joueur de football français. Il évoluait au poste de milieu de terrain.

## Carrière
Michel Flos, formé à l'Olympique de Marseille, réalise ses premiers matchs de deuxième division en 1980. Après cinq saisons dans le club phocéen, il est prêté lors de la saison 1985-1986 à l'AS Cannes. De retour à l'OM de 1986 à 1987, il rejoint l'Olympique d'Alès en 1987. 
Il joue ensuite au Cercle Dijon de 1990 à 1991, puis à l'US Endoume de 1991 à 1992, et aux Girondins de Bordeaux de 1992 à 1993. Il évolue par la suite au FC Istres de 1994 à 1995 puis de nouveau à l'US Endoume de 1995 à 1997, club où il met un terme à sa carrière.
En janvier 2002, il est diplômé du DEF (Diplôme d'entraîneur de football).  Il est entraîneur de l'équipe réserve de l'OM de 2007 à 2010. Il est l'un des recruteurs de l'OM de 2012 à 2021.

## Palmarès
- Vice-champion de France de première division en 1987 avec l'Olympique de Marseille
- Vice-champion de France de deuxième division en 1984 avec l'Olympique de Marseille

## Statistiques
Au cours de sa carrière, Michel Flos dispute 6 matchs en Division 1 et 203 matchs en Division 2.